# Warwick Kerr

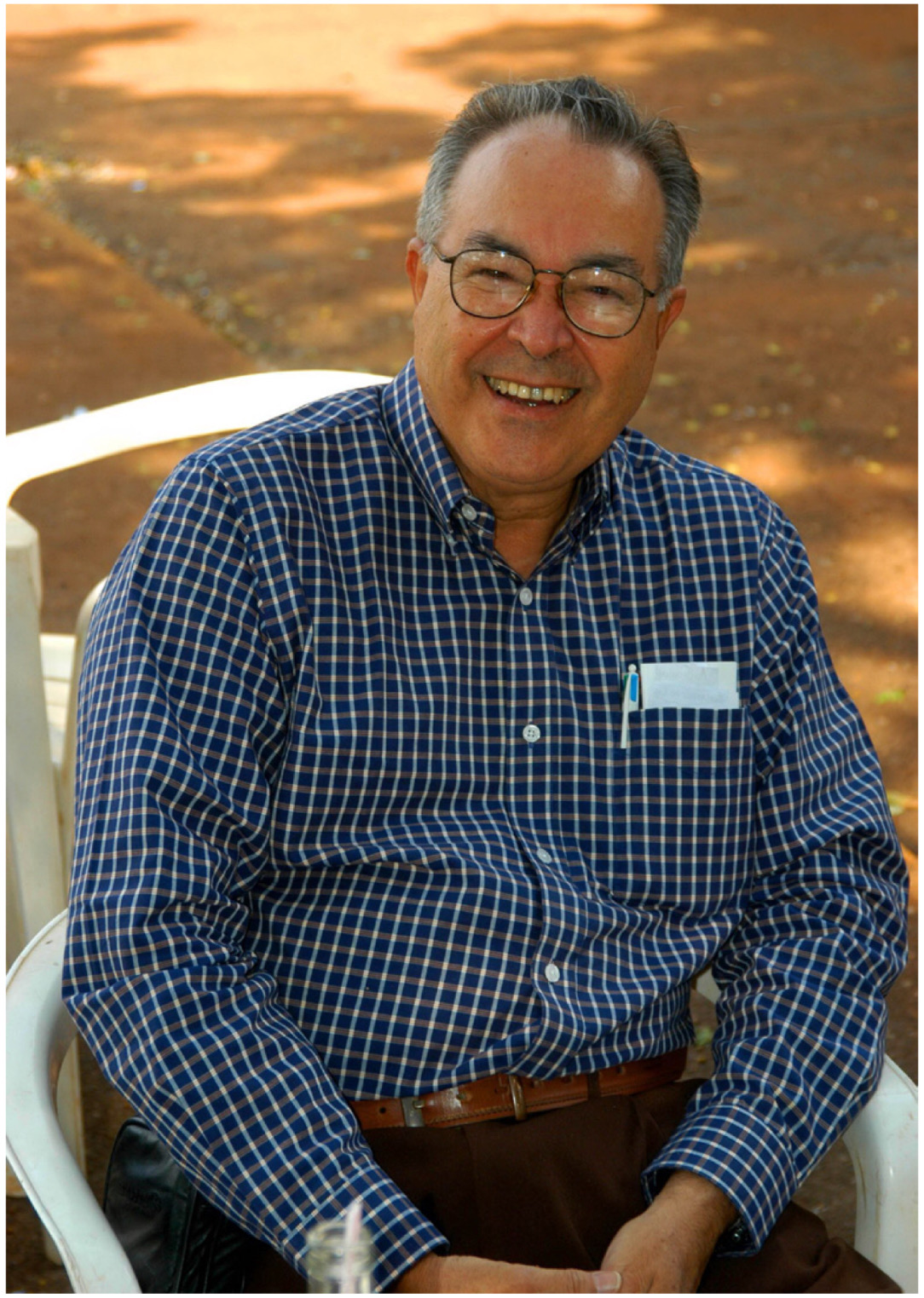
Warwick Kerr, 2009

Warwick Estevam Kerr (* 9. September 1922 in Santana do Parnaíba, São Paulo, Brasilien; † 15. September 2018) war ein brasilianischer Agraringenieur, Genetiker und Insektenkundler. Er war insbesondere anerkannt für seine Entdeckungen auf dem Gebiet der Genetik und genotypischen Geschlechtsbestimmung von Bienen. Er war für die Verbreitung der Afrikanisierten Honigbiene, auch „Killerbiene“ genannt, verantwortlich, einer Hybriden europäischer und afrikanischer Honigbienen.

## Herkunft und Ausbildung
Kerr wurde 1922 in Santana do Parnaíba, São Paulo, als Sohn von Bárbara Chaves Kerr und Américo Caldas Kerr geboren. Seine Familie stammte ursprünglich aus Schottland und zog 1925 nach Pirapora im Staate São Paulo.  Er besuchte die Universidade Presbiteriana Mackenzie und wurde anschließend an der Escola Superior de Agricultura Luiz de Queiroz der Universität von São Paulo in Piracicaba aufgenommen, wo er zum Agraringenieur graduierte.
Seine Laufbahn als Wissenschaftler begann in Piracicaba selbst. Hier promovierte er und fand Anstellung als Assistent. 1951 ging er für weitere Studien an die University of California, Davis, und 1952 an die Columbia University, wo er zusammen mit dem Genetiker Theodosius Dobzhansky studierte.

## Beruflicher Werdegang
1958 lud ihn Professor Dias da Silveira von der Faculdade de Ciências de Rio Claro der neu gegründeten Universidade Estadual Paulista (UNESP) ein, ihm beim Aufbau des Departments für Biologie zu helfen. Hier blieb er bis 1964 und leitete eine Forschungsgruppe zur Genetik von Bienen, seinem hauptsächlichen Fachgebiet. 1962 bis 1964 baute er als Scientific Director die neu gegründete Fundação de Amparo à Pesquisa do Estado de São Paulo (FAPESP) auf. Im Dezember 1964 nahm er einen Ruf als Ordentlicher Professor für Genetik der medizinischen Fakultät von Ribeirão Preto an der Universität von São Paulo an, wo er ein neues Department für Genetik aufbaute. Hierbei gelang es Kerr, ein Forschungszentrum ersten Ranges aufzubauen, insbesondere auf den Gebieten der Genetik von Insekten und der Humangenetik. Er bildete eine große Zahl von Master- und Doktorandenstudierenden aus. Das Department umfasste auch ein neuentstehendes Feld in Forschung und Lehre, die mathematische Biologie und Biostatistik. Es war in Brasilien das erste dieser Art an einer medizinischen Hochschule und Pionier in der Anwendung von Computern in Biologie und Medizin, insbesondere in der Genetik der Tierzucht. Wolf und Elisabeth Engels forschten hier zwei Jahre lang.
Von März 1975 bis April 1979 zog Kerr nach Manaus, Amazonas, um hier das National Institute of Amazonia Research (INPA) aufzubauen und zu führen, das gerade vom nationalen Rat für wissenschaftliche und technische Entwicklung (CNPq) ins Leben gerufen worden war. Im Januar 1981 emeritierte er offiziell von der Universität von São Paulo, zog sich aber nicht aus der Forschungswelt zurück, sondern nahm kurz darauf einen Ruf als ordentlicher Professor an der Universidade Federal do Maranhão in São Luís im Staat Maranhão an, an der er das Department für Biologie aufbaute und kurze Zeit lang (1987–1988) auch die Universität leitete. Im Anschluss ging er im Februar 1988 als Professor für Genetik an die Universidade Federal de  Uberlândia im Staat Minas Gerais, an der er bis zu seinem Tod 2018 tätig war.
Während all dieser Stationen forschte er an stachellosen Bienen, insbesondere an der lateinamerikanischen Gattung der Melipona. Diese Bienen werden häufig von wilden Honigsammlern gefressen. Dr. Kerr wurde mit seiner Forschung zur Kreuzung der Ostafrikanischen Hochlandbiene und amerikanischer Bienen weltbekannt, die nationale und internationale Aufregung verursachte, als einige afrikanische Bienenköniginnen versehentlich aus Kerrs Forschungsapiarium in Rio Claro entkamen und Kolonien Afrikanischer Bienen sich über den ganzen Kontinent ausbreiteten. Diese Bienen verhalten sich Menschen gegenüber deutlich aggressiver als ihre einheimischen Pendants. Es kam in der Folge zu etlichen Angriffs- und Stichzwischenfällen und auch einigen wenigen Toten, bis die Art sich vollkommen mit der lokalen Bienenpopulation vermischt hatte. Die heutigen Nachfahren werden Afrikanisierte Honigbienen genannt.
Kerr veröffentlichte 513 wissenschaftliche Beiträge zu verschiedenen Themen. Er war Mitglied der Academia Brasileira de Ciências (ABC) und auswärtiges Mitglied der US-amerikanischen National Academy of Sciences, sowie der Third World Academy of Sciences (TWAS). Er wurde durch den brasilianischen Präsidenten Itamar Franco 1994 mit dem Großkreuz des Nationalen Ordens für Wissenschaftliche Verdienste ausgezeichnet.

## Sonstiges
Kerr war mit Lygia Sansigolo Kerr verheiratet und hatte sieben Kinder und 17 Enkel. Zu seinen Hobbys zählten das Züchten und Kultivieren einheimischer Blumen, Orchideen und Früchte sowie Sport, Gartenarbeit und Fahrradfahren.

## Veröffentlichungen (Auswahl)
- W. E. Kerr: Evolution of the population structure in bees. In:  Genetics. 79. Jahrgang, 1975, S. 73–84: „no“
- W. E. Kerr: Population genetic studies in bees. 2 sex-limited genes. In:  Evolution. 30. Jahrgang, 1976, S. 94–99: „no“
- W. E. Kerr: Sex determination in bees. XXI. Number of XO-heteroalleles in a natural population of Melipona compressipes fasciculata (Apidae). In: Insectes Sociaux. 34. Jahrgang, 1987, S. 274–27: „no“
- W. E. Kerr & R. A. da Cunha: Sex determination in bees. XXVI Masculinism of workers in the Apidae. In: Brazilian Journal of Genetics. 13. Jahrgang, 1990, S. 479–489: „no“
- W. E. Kerr: The bee or not the bee? In: The Times Literary Supplement. 1992: „no“

## Quelle
- Basierend auf Victor Nussenzweig - Membros da ONMC. In: org.br. 2003, archiviert vom Original am 21. Mai 2003; abgerufen am 23. Mai 2022. Warwick Estevam Kerr Biography, Brazilian Academy of Sciences.

| Personendaten    | Personendaten                                                 |
| ---------------- | ------------------------------------------------------------- |
| NAME             | Kerr, Warwick                                                 |
| ALTERNATIVNAMEN  | Kerr, Warwick Estevam (vollständiger Name)                    |
| KURZBESCHREIBUNG | brasilianischer Agraringenieur, Genetiker und Insektenkundler |
| GEBURTSDATUM     | 9. September 1922                                             |
| GEBURTSORT       | Santana do Parnaíba, São Paulo, Brasilien                     |
| STERBEDATUM      | 15. September 2018                                            |